# Martina McBride
Martina Mariea McBride (de apellido real Schiff, nacida el 29 de julio de 1966) es una cantante-compositora de country y productora musical estadounidense. Es conocida por su voz de soprano y su estilo country pop.
McBride firmó con RCA Records en 1991, e hizo su debut al año siguiente como cantante country neo-tradicionalista con el sencillo "The Time Has Come". Con el tiempo, desarrolló un sonido country pop, similar al de Shania Twain y Faith Hill, y tuvo una serie de grandes éxitos en la lista de éxitos Billboard y, ocasionalmente, en la lista contemporánea para adultos. Cinco de estos sencillos, fueron al número 1 en la lista de country entre 1995 y 2001, y uno alcanzó el número 1 en la lista contemporánea de adultos en 2003. Debido al rango de su voz de soprano, es llamada "la Celine Dion de la música country".
McBride tiene trece álbumes de estudio, dos recopilaciones de grandes éxitos, un álbum "en vivo" y dos álbumes de compilación adicionales. Ocho de sus álbumes de estudio y dos de sus compilaciones, tienen una certificación RIAA Gold o superior. En los Estados Unidos, tiene más de 14 millones de álbumes vendidos. Además, McBride tiene el premio "Vocalista Femenina del Año" de la Asociación de Música Country cuatro veces (empatado con Reba McEntire por el segundo mayor número de victorias) y el premio "Mejor Vocalista Femenina" de la Academia de Música Country tres veces. También, ha sido nominada al premio Grammy 14 veces.

## Biografía
McBride nació como Martina Mariea Schiff en Sharon (Kansas), el 29 de julio de 1966. Ella tiene dos hermanos, Martin y Steve, quienes actualmente tocan en la banda de McBride, y una hermana, Gina.
Se crio en Sharon (Kansas), un pueblo pequeño con una población de alrededor de doscientas personas. Su padre, que era granjero y dueño de la tienda de gabinetes McBride, expuso a Martina a la música country desde pequeña. Escuchar música country le ayudó a adquirir un amor por cantar. Al salir de clase, se pasaba horas cantando con los discos de artistas tan populares como Reba McEntire, Linda Ronstadt, Juice Newton, Jeanne Pruett, Connie Smith y Patsy Cline. Cuando tenía entre ocho y nueve años, McBride empezó a cantar con una banda que su padre fundó, llamada Los Schiffters. Schiff, a medida que iba creciendo, también tomaba una mayor participación en la banda, pasando de simplemente cantar hasta tocar el teclado o piano también con ellos. Le encantó hacer esto durante su infancia.
Ella comenzó a tocar con una banda de rock local, The Penetreators, en Wichita. Luego, en 1987, Schiff reunió a un grupo de músicos llamado Lotus y comenzó a buscar un espacio de ensayo; empezó alquilando el espacio de un ingeniero de sonido llamado John McBride. En 1988, los dos se casaron. Después de casarse, la pareja se mudó a Nashville, Tennessee en 1989, con la esperanza de comenzar una carrera en la música country.
John McBride se unió al equipo de sonido de Garth Brooks y más tarde se convirtió en su mánager de producción de conciertos. Martina de vez en cuando se unía a su marido y ayudó a vender suvenires de Garth Brooks. En 1990, impresionado por el espíritu entusiasta de Martina, Brooks le ofreció que fuera a su acto de apertura haciendo posible que obtuviera un contrato de grabación. Durante este tiempo, mientras que su marido estaba trabajando con los artistas country Charlie Daniels y Ricky Van Shelton, también ayudó a su mujer a producir su cinta de demostración, que le ayudó a ganar un contrato discográfico con RCA Records en Nashville en 1991.

## Carrera musical

### 1992-1995:The Time Has Come(El momento ha llegado) yThe Way That I Am(Tal como soy)
McBride lanzó su álbum debut a través del sello RCA Records en 1992, titulado The Time Has Come. La primera canción de este álbum fue la número 23 en las listas de éxitos de música country, pero los siguientes dos sencillos fueron peores y no llegaron al top 40. A diferencia de sus posteriores álbumes country influenciados por el pop, The Time Has Come presentó las influencias del honky tonk y del country folk.
The Way That I Am es el título del segundo álbum de McBride. Sus dos primeros sencillos la llevaron al top diez de la música country: My Baby Loves Me alcanzó el segundo puesto y en Life No. 9, el sexto. El tercer sencillo, Independence Day, no llegó al top diez porque varios presentadores de radio opinaban que el tema de la canción acerca de una madre que lucha en contra del abuso quemando el hogar familiar no era bueno.
Independence Day ganó Video del Año y Canción del Año en los premios de la Country Music Association. La compositora del sencillo, Gretchen Peters, ganó con él una nominación a los premios Grammy a la canción de country. McBride mejoró la canción en la ceremonia de los premios Grammy de 1995. Después de ello, el cuarto y el quinto sencillo de The Way That I Am fueron menos exitosos: Heart Trouble obtuvo el número veintiuno, y Where I Used to Have a Heart cayó cerca del top cuarenta.

### 1995-1999:Wild Angels(Ángeles Salvajes) yEvolution(Evolución)
Lanzado en 1995, Wild Angels representó otro top cinco en Safe in the Arms of Love, y su primera canción número uno en la lista de canciones principales de los álbumes. Sea como fuere, los tres siguientes, Phones Are Ringin' All Over Town, Swingin Doors y Cry on the Shoulder of the Road tuvieron menos éxito, llegando a la parte baja de los 40 mejores.
A principios de 1997, después de que Cry on the Shoulder of the Road alcanzara la cima, dio a conocer dos dúos. Still Holding On, un dueto con Clint Black, que fue el primer sencillo de su álbum Nothin' but the Taillights, y Valentine con Jim Brickman, que apareció en su álbum Picture This.
Después de que estas dos canciones fueran publicadas, obtuvo su segundo número uno en las listas de country con A Broken Wing, a la cabeza de su álbum Evolution. Este álbum dio cuatro canciones más dentro del top diez en la radio del país: una reedición de Valentine, Happy Girl, Wrong Again (que también llegó a ser número uno) y Whatever You Say. Hacia finales de 1998, el álbum fue certificado con doble platino en ventas por la Recording Industry Association of America por la venta de dos millones de unidades. Además, también ganó el premio de la Country Music Association como Vocalista Femenina del Año en 1999 y también actuó para el presidente Bill Clinton durante el mismo período
También en 1998, McBride lanzó un álbum de Navidad titulado White Christmas. Incluido en el mismo había una versión de O Holy Night, que primero entró en las listas de éxito en 1997 y volvió a hacerlo hasta 2001. También cantó como voz invitada en el sencillo This Small Dive de Jason Sellers' a mediados de 1998.

### 1999 - 2003:Emotion(Emoción) yGreatest Hits(Las mejores canciones)
El quinto álbum de estudio de McBride, Emotion, se lanzó en 1999. El primer sencillo del álbum, I Love You, alcanzó el número uno en la lista de éxitos del country Billboard del mismo año, y también alcanzó un puesto elevado en la lista de éxitos de Adultos Contemporáneos. Las canciones que le siguen, Love's the Only House y There You Are, entraron las dos en el top diez de la radio de country y It's My Time tuvo su mejor momento en el número once.
En 2001 Martina lanzó su primera compilación, Greatest Hits. Este álbum fue certificado con tres premios Platino en el número de ventas por la Recording Industry Association of America (Asociación de la Industria Discográfica de Estados Unidos), y es el álbum de McBride que más copias vendió. El álbum incluía la mayoría de sus mejores canciones hasta el momento, y la canción Strangers del álbum The Way That I Am, que lo puso porque ella creía y sentía que debería haber sido un sencillo. El álbum también tenía cuatro nuevas canciones, y todas estuvieron dentro del top diez en las listas de éxitos de música country entre 2001 y 2003: When God-Fearin' Women Get the Blues, Blessed (su quinto número uno), Where Would You Be y Concrete Angel. Carolyn Dawn Johnson cantó en los coros de Blessed; y más tarde McBride cantaría en los coros del sencillo de Johnson, Georgia. Más tarde, en 2002, McBride volvió a hacer los coros, esta vez para en sencillo Practice Life de Andy Griggs.

### 2003 - 2005:Martina
En 2003, Mc Bride lanzó su sexto álbum de estudio, Martina, que reivindica la feminidad. El primer sencillo, This One's for the Girls, fue el número tres en las listas de éxitos de música country y fue su único número uno en las listas de éxitos de Adultos Contemporáneos. También incluía coros de Faith Hill, Carolyn Down Johnson, y las hijas de McBride, Delaney y Emma. El siguiente sencillo, In My Daughter's Eyes, también estuvo en el top cinco, tanto en las listas de country como en las de Adultos Contemporáneos. How Far y God's Will del mismo álbum llegaron al top veinte de la radio country, igual que lo hizo su aparición como invitada en el sencillo de Jimmy Buffett Trip Around the Sun que superó en la lista de éxitos a God's Will.
En 2004 McBride ganó el premio CMA a la mejor Mujer Vocalista por cuarta vez, después de las victorias en 2003, 2002 y 1999, las cuales la ayudaron a obtener la mayoría de premios en esta categoría, junto a Reba McEntire.

### 2005 - 2008:Timeless(Sin tiempo) yWaking Up Laughing(Despertar riendo)
Después de encontrar el éxito en el estilo pop-country, McBride lanzó su siguiente álbum de estudio en 2005, Timeless, que fue un álbum que contenía, principalmente, de versiones country de canciones. El álbum incluía versiones country de música estándar como You Win Again de Hank Williams, You Ain't Woman Enough de Loretta Lynn y Help Me Make It Through the Night de Kris Kristofferson. Para hacer que el álbum encajara en su estilo antiguo, ella y su marido contrataron a gente más mayor de Nashville que hubiera hecho sesiones y pidieron equipo analógico en lugar de digital. El álbum vendió más de 250.000 copias en su primera semana en el mercado, las mayores ventas iniciales en un álbum de Martina.
El primer sencillo, una versión de I Never Promised You a Rose Garden de Lynn Anderson fue el número dieciocho en la lista de éxitos country, pero los otros dos sencillos no llegaron al top cuarenta.
En 2006, McBride hizo de entrenadora invitada en Canadian Idol. Los últimos cinco finalistas viajaron a Nashville, donde Martina trabajó con los participantes con las canciones que ellos mismos elegían de artistas country tales como Gordon Lightfoot y Patsy Cline. Entre los otros jueces invitados de ese año estaban Nelly Furtado y Cyndi Lauper. McBride más tarde se apuntó a Canadian Idol en una gira en primavera. En 2007 McBride estuvo como entrenadora invitada en American Idol, de la Fox.
En 2007 la artista sacó su octavo álbum de estudio, Waking Up Laughing. Fue el primer álbum en el cual ella misma ayudó a escribir algunas de las canciones. Ella organizó su gira el mismo año para promocionar este álbum, e incluyó en ella a los artistas del country Rodney Atkins, Little Big Town y Jason Michael Carroll. El primer sencillo del álbum, Anyway, fue el número cinco en la lista de éxitos country Billboard, convirtiéndose en su primer top diez desde 2003. El siguiente, How I Feel alcanzó el top quince. En primavera de 2008 lanzó Martina McBride: Live In Concert un pack de CD y DVD, que fue grabado en Moline, Illinois en septiembre de 2007.
En julio de 2007, el grupo televisivo ABC anunció un programa especial llamado Six Degrees of Martina McBride donde los concursantes, personas dentro del mundo del country, eran retados a encontrar sus cosas en común con Martina McBride comparándose con ellos mismos y debían hacerlo usando un máximo de cinco maneras. El ganador del desafío hacía una conexión en directo con Martina a través de su marido John, que había conocido a alguien que conocía a alguien más. McBride entonces grabó un dueto producido electrónicamente con Elvis Presley, mejorando su canción Blue Christmas como un dueto con él en su último álbum, The Elvis Presley Christmas Duets.
El 16 de diciembre de 2008 salió una edición de compilación titulada Playlist: The Very Best of Martina McBride como parte de las listas de reproducción de Sony BMG. El álbum contiene once canciones que habían salido anteriormente y tres canciones nuevas.

### 2008 - 2010:Shine(Brilla)
Martina McBride terminó la producción de su décimo álbum de estudio a finales de 2008. El primer sencillo, Ride, salió para la radio en octubre de ese año y debutó en el número 43 de la lista de canciones country del momento. Apenas llegó al top diez de la lista, teniendo su momento álgido en el número once en marzo de 2009. Un vídeo musical producido por Kristin Barlowe salió también a finales de año. El álbum Shine salió de la mano de RCA el 24 de marzo de 2009 y debutó en la cima de la lista de éxitos de country de los Estados Unidos y en el número diez de la lista Billboard 200. McBride fue coproductora del álbum con Dann Huff y presentó Sunny Side Up, una canción que ella ayudó a escribir. El segundo sencillo, I Just Call You Mine, salió en mayo de 2009 y alcanzó el top veinte. El tercer sencillo de Shine fue Wrong Baby Wrong, que fue escrito en parte por los hermanos Borren con Robert Ellis Orrall y Stephen Barker Liles, miembro de Love and Theft.
McBride también empezó la gira Shine All Night, una aventura que la hizo aparecer en los titulares junto con su amiga y estrella del country Trace Adkins y la maestra de ceremonias Sarah Buxton. La gira empezó en noviembre de 2009 y terminó en mayo de 2010.
El 10 de junio de 2010 Billboard anunció que McBride había colaborado en una canción con Kid Rock. A finales de este mes, Martina fue nominada para el premio a la Mujer Artista de Country favorita de la Tenn Choice Award, junto a las estrellas del country Carrie Underwood, Miranda Mabert, Taylor Swift y Gretchen Wilson.
A finales de 2010, Martina McBride fue nominada a dos premios de country en los Estados Unidos: Mejor sencillo femenino y Artista de gira del año junto con Trace Adkins. Junto a estas nominaciones, recibió su decimocuarta nominación a la mejor mujer vocalista para la Asociación de Música Country en octubre.

### 2010 - 2016:Eleven(Once)
Martina salió de RCA en noviembre de 2010 y firmó para Republic Nashville. Empezó a trabajar en un nuevo álbum de estudio con el productor Byron Gallimore. Su primer sencillo para Republic Nashville es Tennage Daughters, el cual fue escrito por ella junto con los hermanos Warren. McBride explicó a Country Weekly que ella había ayudado en la escritura de ocho de las once canciones del álbum. Decidió escribir más frecuentemente porque tenía más confianza en su habilidad de escribir canciones después que Anyway se volviera un hit. Una canción del álbum, One Night salió como una promoción para NASCAR con un vídeo musical en junio de 2011.
I'm Gonna Love You Through It salió como el segundo sencillo del álbum el 25 de julio de 2011. La canción se convirtió en un éxito tanto comercial como para la crítica, llegando a ser el número cuatro y siendo su primer top cinco desde que en 2006 lanzara Anyway. El álbum, titulado Eleven, se lanzó el 11 de octubre de 2011. Su tercer sencillo, fue una versión de Marry Me de Train, grabado como un dueto con el cantante principal de Train, Pat Monahan. En septiembre de 2011, McBride fue nuevamente nominada por decimoquinta vez, y decimocuarta consecutiva, al premio de la Asociación de Música Country a la Mejor Vocalista Mujer.
RCA lanzó dos álbumes de recopilación en 2012, Hits and More en enero y The Essential Martina McBride en octubre. McBride lanzó Everlasting, una colección de versiones de R&B y Soul, el 8 de abril de 2014 a través de Kobalt Label Services. El álbum incluye duetos con Kelly Clarkson y Gavin DeGraw, y fue producido por Don Was.
En septiembre de 2014, McBride recibió su decimoséptima nominación de vocalista femenina de la Country Music Association. Esta hazaña, la vincula con Reba McEntire para ver quién tiene más nominaciones en cualquier categoría de vocalista.

### 2016 – presente:Reckless(imprudente)
En 2016, McBride lanzó un nuevo sencillo llamado "Reckless" de un nuevo álbum. Reckless fue lanzado el 29 de abril a través de Nash Icon Records. Fue grabado en Blackbird Studios y producido por Nathan Chapman y Dann Huff. El álbum incluye 10 canciones, una de las cuales es el sencillo lanzado anteriormente, "Reckless". Según McBride, hacer que este álbum fue como "volver a casa".
Reckless debutó en el número 2 en la lista Billboard Top Country Albums. 
El 8 de junio de 2016, McBride estrenó el vídeo de su segundo sencillo, "Just Around The Corner", durante los CMT Music Awards. Esta canción, es el himno oficial de Band Against Cancer. Band Against Cancer es un movimiento basado en la comunidad liderado por Sarah Cannon (el instituto de cáncer de HCA) en asociación con Big Machine Label Group y McBride, cuyo objetivo es crear conciencia, apoyo y recursos para quienes luchan contra el cáncer. La iniciativa, incluye una serie de conciertos en todo Estados Unidos, con McBride como cabeza de cartel.
En agosto de 2016, la cantante anunció una nueva gira llamada "Love Unleashed". Según McBride, el propósito de la gira era unir a las personas y difundir el amor a través del poder de la música como respuesta a la "tragedia e incertidumbre en el mundo". También, fue seleccionada como una de los 30 artistas para actuar en "Forever Country", una canción combinada de Take Me Home, Country Roads; On the Road Again; y I Will Always Love You, que celebra los 50 años de los Premios CMA.
En julio de 2017, McBride reveló que planea lanzar un álbum navideño, del cual dijo "No tendrá tantos himnos en él. Será más tipo 'Santa Claus Is Comin' To Town' y 'It's Beginning to Look a Lot Like Christmas'". Después dijo que saldría en 2018, "uno es un nuevo álbum de Navidad, que saldrá en 2018". El álbum de Navidad It's the Holiday Season fue lanzado el 19 de octubre de 2018.. Esto acompañará una gira de Navidad, llamada "Joy of Christmas", así como un libro de cocina llamado "Martina's Kitchen Mix: My Recipe Playlist for Real Life", que saldrá el 30 de octubre de 2018. Este será el segundo libro de cocina de McBride, después del lanzado en 2014 llamado "Around the Table: Recipes and Inspiration for Gatherings Throughout the Year". Martina ha lanzado un nuevo programa en Food Network, que se transmite los domingos a las 11am al este.
En el año 2023, se realizó el lanzamiento del álbum  "Eleven", edición de lujo, con 15 temas musicales con un duración total de 56 minutos, del sello discográfico Big Machine Label Group LLC. Entre sus éxitos más recientes se encuentran las canciones Summer of Love, When you love a sinner, I give it to you entre otros.

## Vida personal
En 1988, McBride se casó con el ingeniero de sonido John McBride; la pareja tiene tres hijas: Delaney Katharine (nacida el 22 de diciembre de 1994), Emma Justine (nacida el 29 de marzo de 1998), y Ava Rose Kathleen (nacida el 20 de junio de 2005). Después de convertirse en madre, la cantante redujo su agenda de giras para que sus hijas pudieran tener una educación normal. Joe Galante (ejecutivo de la industria musical americana) dijo que esta era "una elección a tener en cuenta términos de dinero", pero McBride había dejado muy claro que quería estar presente en la vida de sus hijas.

## Discografía

### Álbumes de estudio
- 1992: The Time Has Come
- 1993: The Way That I Am
- 1995: Wild Angels
- 1997: Evolution
- 1998: White Christmas
- 1999: Emotion
- 2003: Martina
- 2005: Timeless
- 2007: Waking Up Laughing
- 2009: Shine
- 2011: Eleven
- 2014: Everlasting
- 2016: Reckless
- 2018: It's the Holiday Season

### Misceláneos
- 1999: Song Sampler
- 2001: Greatest Hits
- 2003: An Open-Ended Interview With Martina McBride
- Año desconocido: Elvis Presley Duet With Martina McBride – Blue Christmas
- 2014: All My Friends - Celebrating the Songs and Voice of Gregg Allmann

## Giras

### Liderando
- Greatests Hits (2002-2003).
- Joy of Christmas (2002, 2005, 2006, 2008, 2012)
- Timeless (2006)
- Waking Up Laughing (2008-2009).

### Co-liderando
- Virginia Slims on the Legends (1995) (con Regina Bele, Gladys Knight y Barbara Mandrell)
- Lilith Fair (1998-1999) (con Sarah McLachlan)
- Girls Night Out (2001) (con Sara Evans, Carolyn Dawn Johnson, Jamie O'Neal y Reba McEntire)
- Shine All Night (2009-2010) (con Trace Adkins)
- Eleven Tour (2012) (con George Strait)

### En actos de soporte
- Garth Brooks (1992-1994)
- Brooks y Dunn (1994)
- Tim McGraw (1997)
- Alan Jackson (2004) (sólo en algunas ocasiones)
- George Strait (2011-2012)

## Premios y nominaciones
Martina McBride ha recibido más de quince premios importantes, batiendo incluso el récord de Reba McEntire de mayor número de victorias para la Asociación de Música Country a la Mejor Vocalista Mujer del año con su cuarta victoria en 2004. Actualmente ella tiene el récord de mayor número de nominaciones. Además, ha recibido el premio Flameworthy al vídeo femenino del año dos veces, compartiendo el récord de victorias con Carrie Underwood y Taylor Swift. También ha sido nominada 14 veces a los premios Grammy, pero nunca ganó.
| Año  | Premio                                                                  | Categoría                                             | Resultado |
| ---- | ----------------------------------------------------------------------- | ----------------------------------------------------- | --------- |
| 1993 | Academia de Música Country                                              | Nueva Mujer Vocalista del Año                         | Nominada  |
| 1994 | Academia de Música Country                                              | Vídeo Musical del Año                                 | Nominada  |
| 1994 | Asociación de Música Country                                            | Horizon                                               | Nominada  |
| 1994 | Asociación de Música Country                                            | Mejor Vídeo Musical del Año - Independence Day        | Ganadora  |
| 1995 | Grammy                                                                  | Mejor Actuación de una Vocalista Country              | Nominada  |
| 1996 | Grammy                                                                  | Mejor Actuación de una Vocalista Country              | Nominada  |
| 1996 | Grammy                                                                  | Mejor Colaboración Country como Vocalista             | Nominada  |
| 1996 | TNN/Music City News                                                     | Mejor Vídeo Musical del Año - Independence Day        | Ganadora  |
| 1996 | Asociación de Música Country                                            | Álbum del Año                                         | Nominada  |
| 1996 | Asociación de Música Country                                            | Mujer Vocalista del Año                               | Nominada  |
| 1997 | Asociación de Música Country                                            | Mejor Vídeo Musical del Año - A Broken Wing           | Nominada  |
| 1998 | Grammy                                                                  | Mejor Colaboración Country como Vocalista             | Nominada  |
| 1998 | Asociación de Música Country                                            | Mujer Vocalista del Año                               | Nominada  |
| 1998 | Asociación de Música Country                                            | Sencillo del Año - A Broken Wing                      | Nominada  |
| 1998 | Academia de Música Country                                              | Sencillo del Año                                      | Nominada  |
| 1998 | Academia de Música Country                                              | Mejor Mujer Vocalista                                 | Nominada  |
| 1999 | Premios de Música de Estados Unidos                                     | Mujer Artista de Country Favorita                     | Nominada  |
| 1999 | Asociación de Música Country                                            | Mujer Vocalista del Año                               | Ganadora  |
| 1999 | Academia de Música Country                                              | Mejor Mujer Vocalista                                 | Nominada  |
| 2000 | Premios de Música de Estados Unidos                                     | Mujer Artista de Country Favorita                     | Nominada  |
| 2000 | Grammy                                                                  | Mejor Actuación de una Vocalista Country              | Nominada  |
| 2000 | Academia de Música Country                                              | Mejor Mujer Vocalista                                 | Nominada  |
| 2000 | Asociación de Música Country                                            | Mujer Vocalista del Año                               | Nominada  |
| 2001 | Flameworthy                                                             | Vídeo más Gracioso - When God Fearin' Women           | Nominada  |
| 2001 | Flameworthy                                                             | Vídeo de moda – Blessed                               | Nominada  |
| 2001 | Flameworthy                                                             | Vídeo Femenino del Año - Blessed                      | Ganadora  |
| 2001 | Academia de Música Country                                              | Mejor Mujer Vocalista                                 | Ganadora  |
| 2001 | Asociación de Música Country                                            | Mujer Vocalista del Año                               | Nominada  |
| 2002 | Academia de Música Country                                              | Mejor Mujer Vocalista                                 | Ganadora  |
| 2002 | Asociación de Música Country                                            | Mujer Vocalista del Año                               | Ganadora  |
| 2002 | Asociación de Música Country                                            | Sencillo del Año - Blessed                            | Nominada  |
| 2002 | Billboard                                                               | Mujer Cantante de Country del Año                     | Nominada  |
| 2002 | Flameworthy                                                             | Vídeo del Año - Concrete Angel                        | Nominada  |
| 2002 | Flameworthy                                                             | Vídeo con Mejor Concepto - Concrete Angel             | Nominada  |
| 2003 | Grammy                                                                  | Mejor Actuación de una Vocalista Country              | Nominada  |
| 2003 | Academia de Música Country                                              | Álbum del Año - Martina                               | Nominada  |
| 2003 | Academia de Música Country                                              | Humanitaria del Año                                   | Ganadora  |
| 2003 | Flameworthy                                                             | Vídeo Femenino del Año - Concrete Angel               | Ganadora  |
| 2003 | Asociación de Música Country                                            | Mujer Vocalista del Año                               | Ganadora  |
| 2003 | Premios de Música de Estados Unidos                                     | Mujer Artista de Country Favorita                     | Ganadora  |
| 2004 | Asociación de Música Country                                            | Mujer Vocalista del Año                               | Ganadora  |
| 2004 | Academia de Música Country                                              | Mejor Mujer Vocalista                                 | Nominada  |
| 2004 | Grammy                                                                  | Mejor Corto Musical - Concrete Angel                  | Nominada  |
| 2004 | Grammy                                                                  | Mejor Actuación de una Vocalista Country              | Nominada  |
| 2004 | Flameworthy                                                             | Vídeo más Inspirante - God's Will                     | Nominada  |
| 2004 | Flameworthy                                                             | Mejor Vídeo Femenino - How Far                        | Nominada  |
| 2004 | Billboard                                                               | Mujer Cantante de Country del Año                     | Nominada  |
| 2004 | Premios de Música de Estados Unidos                                     | Mujer Artista de Country Favorita                     | Nominada  |
| 2004 | Premios de Música de Estados Unidos                                     | Álbum de Country Favorito                             | Nominada  |
| 2005 | CMT Vídeo                                                               | Vídeo más Inspirante - God's Will                     | Nominada  |
| 2005 | CMT Vídeo                                                               | Vídeo Femenino - God's Will                           | Nominada  |
| 2005 | Grammy                                                                  | Mejor Actuación de una Vocalista Country              | Nominada  |
| 2005 | Academia de Música Country                                              | Mejor Mujer Vocalista                                 | Nominada  |
| 2005 | Premios de Música de Estados Unidos                                     | Mujer Artista de Country Favorita                     | Nominada  |
| 2006 | Grammy                                                                  | Mejor Corto Musical - God's Will                      | Nominada  |
| 2006 | Academia de Música Country                                              | Mejor Mujer Vocalista                                 | Nominada  |
| 2007 | Premios de Música de Estados Unidos                                     | Mujer Artista Country Favorita                        | Nominada  |
| 2007 | Grammy                                                                  | Mejor Actuación de una Vocalista Country              | Nominada  |
| 2007 | Academia de Música Country                                              | Mejor Mujer Vocalista                                 | Nominada  |
| 2007 | Asociación de Música Country                                            | Mujer Vocalista del Año                               | Nominada  |
| 2007 | Asociación de Música Country                                            | Vídeo Musical del Año - Anyway                        | Nominada  |
| 2007 | Asociación de Música Country                                            | Sencillo del Año - Anyway                             | Nominada  |
| 2007 | Asociación de Música Country                                            | Canción del Año - Anyway                              | Nominada  |
| 2007 | BMI                                                                     | Canción del Año - Anyway                              | Nominada  |
| 2007 | BMI                                                                     | Canción más Escuchada del Año - Anyway                | Ganadora  |
| 2007 | Billboard                                                               | Mejor Gira de Country del Año                         | Ganadora  |
| 2007 | Sociedad Estadounidense de Compositores, Autores y Publicadores (ASCAP) | Canción Femenina del Año - Anyway                     | Ganadora  |
| 2007 | Sociedad Estadounidense de Compositores, Autores y Publicadores (ASCAP) | Canción del Año - Anyway                              | Ganadora  |
| 2008 | CMT Vídeo                                                               | Vídeo Femenino                                        | Nominada  |
| 2008 | Academia de Música Country                                              | Mejor Mujer Vocalista                                 | Nominada  |
| 2008 | Asociación de Música Country                                            | Mujer Vocalista del Año                               | Nominada  |
| 2009 | Grammy                                                                  | Mejor Actuación de una Vocalista Country              | Nominada  |
| 2009 | Asociación de Música Country                                            | Mujer Vocalista                                       | Nominada  |
| 2009 | CMT Vídeo                                                               | Vídeo Femenino - Ride                                 | Nominada  |
| 2010 | Grammy                                                                  | Mejor Actuación de una Vocalista Country              | Nominada  |
| 2010 | Teen Choice                                                             | Artista de Country Femenina                           | Nominada  |
| 2010 | CMT Vídeo                                                               | Vídeo Femenino - I Just Call You Mine                 | Nominada  |
| 2010 | Premios Country de Estados Unidos                                       | Sencillo de una Mujer - Wrong Baby Wrong              | Nominada  |
| 2010 | Premios Country de Estados Unidos                                       | Artista de Gira del Año                               | Nominada  |
| 2010 | Asociación de Música Country                                            | Mujer Vocalista                                       | Nominada  |
| 2011 | Academia de Música Country                                              | Premio Honorario                                      | Ganadora  |
| 2011 | Asociación de Música Country                                            | Mujer Vocalista                                       | Nominada  |
| 2012 | Grammy                                                                  | Mejor Actuación de Country como Solista               | Nominada  |
| 2012 | Asociación de Música Country                                            | Mujer Vocalista del Año                               | Nominada  |
| 2012 | Premios Country de Estados Unidos                                       | Artista Femenina del Año                              | Nominada  |
| 2012 | Premios Country de Estados Unidos                                       | Sencillo de una Mujer - I'm Gonna Love You Through It | Nominada  |
| 2012 | Premios Country de Estados Unidos                                       | Vídeo Musical de una Artista Femenina                 | Nominada  |
| 2013 | Asociación de Música Country                                            | Mejor Mujer Vocalista                                 | Nominada  |